# ベビーロケット

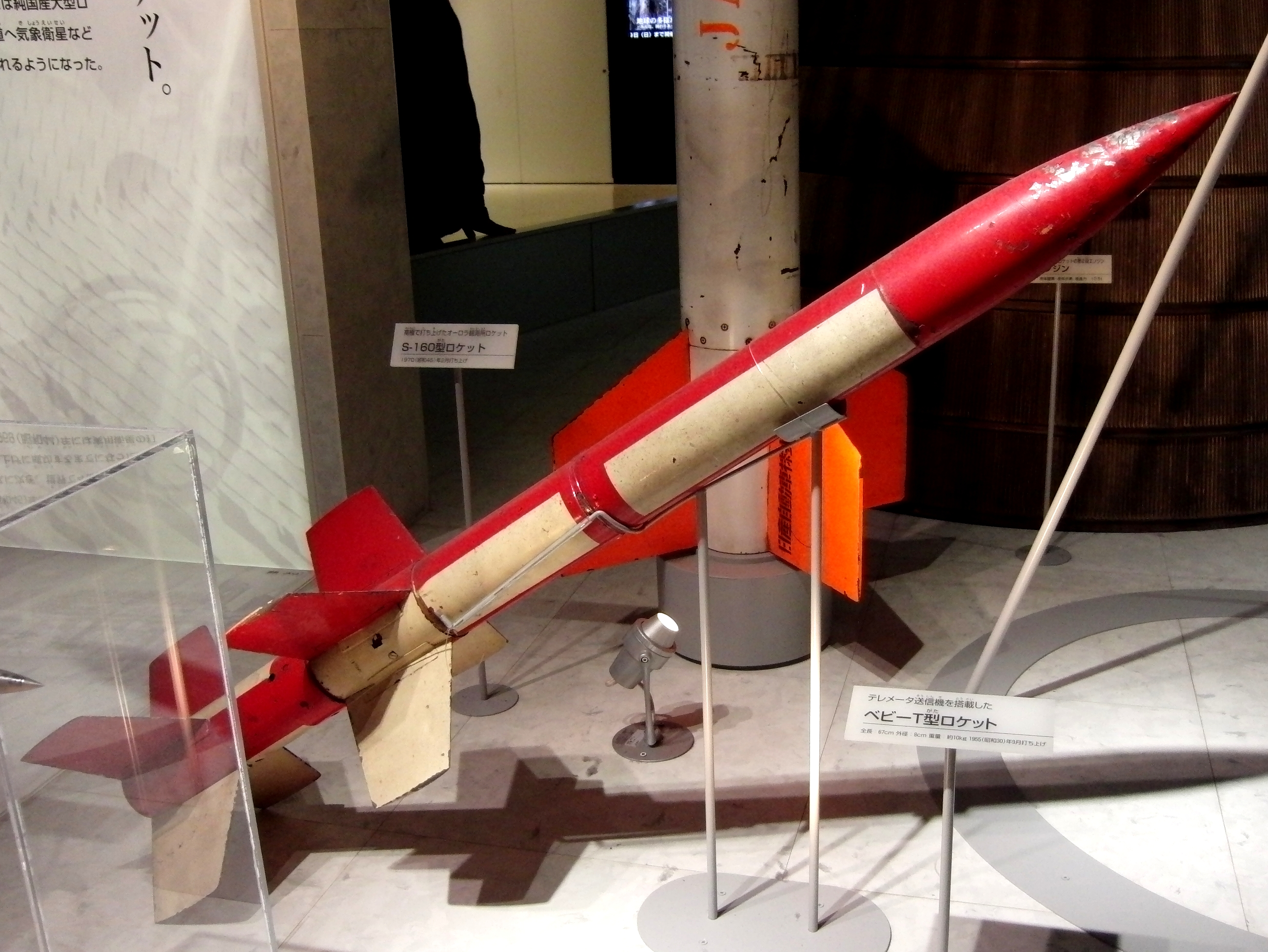
ベビーT型ロケット（国立科学博物館の展示）

ベビーロケットとは、東京大学生産技術研究所（現宇宙航空研究開発機構宇宙科学研究所）が開発し、富士精密工業（後のプリンス自動車工業、日産自動車宇宙航空事業部で、現IHIエアロスペース）及び明星電気が製造した観測ロケットである。開発名は「ベビー・ランス」。

## 概要
AVSA班のロケット開発計画の第2段階として開発されたのがベビーロケットである。秋田ロケット実験場から全長4mのランチャーで打ち上げられた。ペンシルロケット開発中の1954年に日本油脂で径65mmのダブルベース火薬押出機が見つかる。これは戦時中に重噴進弾や桜花の推進剤製造に使用されていたものであり、修理されたこの圧出成形機の径に合わせてベビーロケットは開発された。エンジンの地上燃焼試験は富士精密荻窪工場で行われたが、推進力が予想以上に大きく、工場で加工を行っていた旋盤が揺れてしまい削っていたものが駄目になってしまうこともあった。この時は「荻窪でそんなことをするな、出て行ってくれ。」とまで言われている。

## バリエーション

### ベビーS
計器類を一切搭載せず、飛翔性能の試験を行うのみを目的として開発された。"S"は"Simple"を意味する。四塩化チタンを発煙剤として用いた発煙装置を搭載しており、噴射煙を光学追跡することによって飛翔性能が確かめられた。1955年8月23日から同年8月25日までの3日間に4機が飛翔した。

#### 仕様
- 全長：1,240 mm
- 直径：80 mm
- 重量：10 kg
- 到達高度：6 km

メイン（第2段）
- 全長： 1,060 mm
- 直径： 80 mm
- 重量： 7.4 kg
- 推進剤重量： 1 kg
- 燃焼時間： 1.6 s
- 推力： 110 kgf

ブースター（第1段）
- 直径： 80 mm
- 重量： 2.4 kg
- 推進剤重量： 0.16 kg
- 燃焼時間： 0.06 s
- 推力： 520 kgf

### ベビーT
観測ロケットとしての本来の目的を果たす為に開発された、日本初のテレメーターを搭載したロケット。"T"は"Telemeter"を意味する。計測器によって高度・加速度・速度・温度などを測定した。1955年9月17日から同年9月23日までに5機が飛翔した。
飛翔前にテレメトリデータを取得する為に八木・宇田アンテナとヘリカルアンテナが設置された。これらのアンテナの追跡は全て手動であり、管制者が猛練習する必要があった。そのため、事前試験ではメーカーの技術者や学生の中で足が速い者を選考し、トランスポンダを頭に括り付けて走らせることで追跡の練習を行った。また、船から船へ飛び移って走り、それを追跡するといったこともあった。
2号機の打ち上げではブースター飛翔後にメインに点火されず、そのまま50mほど先の砂地に落下した。いつ点火してもおかしくない状況の下、メーカー技術者の決死の作戦によって大きな事故には至らなかった。同様の事故は以後起きていない。

#### 仕様
- 全長：1,340 mm
- 直径：80 mm
- 重量：10 kg
- 到達高度：6 km

メイン（第2段）
- 全長： 1,060 mm
- 直径： 80 mm
- 重量： 7.4 kg
- 推進剤重量： 1 kg
- 燃焼時間： 1.6 s
- 推力： 110 kgf

ブースター（第1段）
- 直径： 80 mm
- 重量： 2.4 kg
- 推進剤重量： 0.16 kg
- 燃焼時間： 0.06 s
- 推力： 520 kgf

### ベビーR
落下傘と浮輪を搭載し、日本初のペイロード回収を行ったロケット。新たに写真機を搭載しており、上空で開傘、海上で回収した。1955年10月26日から同年11月4日までに4機が飛翔した。
1号機の打ち上げでは糸川英夫が愛車に載せている方位神社のお守り札を搭載機器と一緒に打ち上げ、無事に回収している。

#### 仕様
- 直径：80 mm
- 重量：10 kg
- 到達高度：6 km

メイン（第2段）
- 全長： 1,060 mm
- 直径： 80 mm
- 重量： 7.4 kg
- 推進剤重量： 1 kg
- 燃焼時間： 1.6 s
- 推力： 110 kgf

ブースター（第1段）
- 直径： 80 mm
- 重量： 2.4 kg
- 推進剤重量： 0.16 kg
- 燃焼時間： 0.06 s
- 推力： 520 kgf

### ベビー（ロックーン）
東京大学原子核研究所ロクーン委員会のロックーン開発計画において用いられた。1956年に5機が飛翔し、以後のロックーン計画はアルファロケットに引き継がれた。

## 関連事項
- 宇宙科学研究所
  - ペンシルロケット
  - アルファロケット
  - シグマロケット
  - パイロケット
  - カッパロケット
  - ラムダロケット
  - ミューロケット
- Sロケット